# Château de Weeting

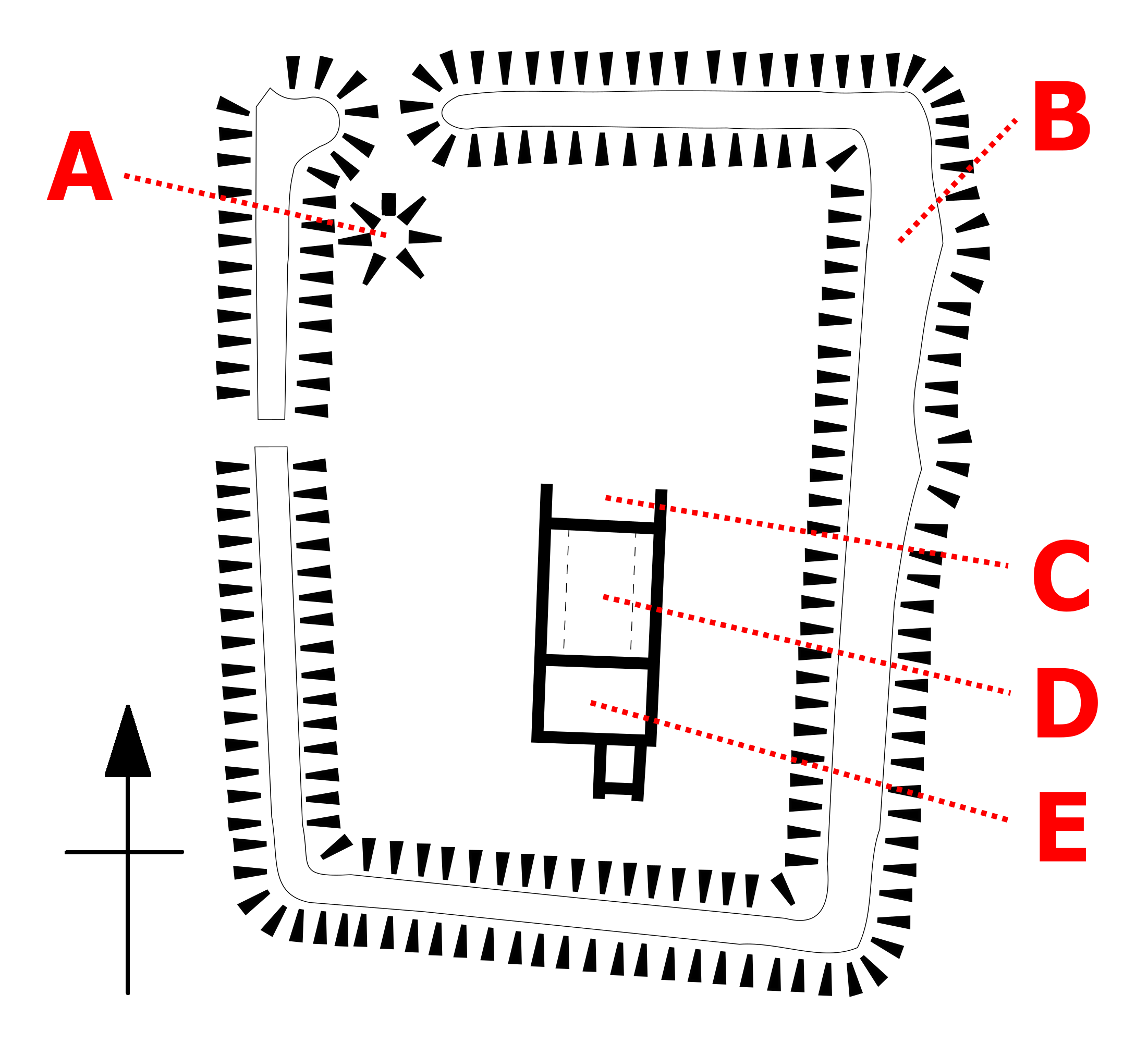
Plan du château : A - glacière ; B - douves ; C - bloc de service ; D - grande salle ; chambres E

Le château de Weeting est un manoir médiéval en ruine situé près du village de Weeting dans le Norfolk, en Angleterre. Il est construit vers 1180 par Hugues de Plais et comprenait une tour de trois étages, un hall important et une aile de service, avec une cuisine séparée située à proximité de la maison. Des douves sont creusées autour du site au XIIIe siècle. La maison n'était pas fortifiée, bien qu'elle s'inspire des caractéristiques architecturales typiques des châteaux de l'époque, et forme plutôt une très grande habitation domestique de haut statut. Il est probablement destiné à ressembler à la salle du Château de Castle Acre, propriété du seigneur féodal de Hugh, Hamelin de Warenne.
Le château de Weeting cesse d'être utilisé à la fin du XIVe siècle et tombe en ruine. Les ruines forment un élément ornemental dans le parc voisin de Weeting Hall à partir de 1770 et deviennent la propriété de l'État en 1926 lorsque le gouvernement acquiert le domaine environnant. Le site est désormais géré par English Heritage et ouvert aux visiteurs.

## Xe–XIIIesiècles
Le château de Weeting est situé à environ 750 mètres au nord du village de Weeting dans le Norfolk, en Angleterre. Il y a une colonie anglo-saxonne sur le site au Xe siècle, mais le château lui-même est construit vers 1180 par Hugues de Plais. Hugh acquiert le domaine à la suite de son mariage avec Philippa Montfichet, où il construit un très grand manoir en pierre. Le nouveau bâtiment est probablement destiné à ressembler à la salle au centre du Château de Castle Acre, alors réaménagé par le seigneur féodal de Hugh, Hamelin de Warenne, comte de Surrey.
Le manoir de Hugh mesurait environ 30 mètres sur 14 et comprend trois sections allant du sud au nord : un bloc de chambre, le hall principal et une aile de service. Le bloc de chambre, ou tour, faisait trois étages, avec des murs épais faits de moellons de silex et de pierre de taille. Le rez-de-chaussée forme un sous-sol, soutenant un solaire – un ensemble de chambres privées – au-dessus. Le bloc de chambres aurait été accessible par un escalier extérieur au premier étage, et un escalier intérieur à nouveau dans le coin nord-ouest reliait les différents étages. Bien que non fortifiée, la tour s'inspire des traditions architecturales des anciens donjons et grandes tours du château.
La grande salle de deux étages mesurait 14 mètres sur 12 de taille intérieure, avec deux arcades en bois de chaque côté, formant des allées étroites le long desquelles des bancs auraient été installés. Une estrade surélevée à l'extrémité nord, encadrée par des arcades aveugles en pierre, aurait soutenu la grande table, avec des arcades similaires lui faisant face à l'extrémité opposée de la salle. Le hall était probablement relié par des portes au bloc de service au nord, qui mesurait 12 mètres sur 3 de taille interne et contenait un garde-manger et un beurrier. Un bâtiment de cuisine séparé se trouvait au-delà du bloc de service, situé dans une petite cour fermée afin de réduire le risque d'incendie dans le bâtiment principal.
De larges douves sont creusées autour du site au milieu du XIIIe siècle, créant une île d'environ 85 mètres à travers l'intérieur, accessible par un pont à l'ouest. Les douves n'étaient pas destinées à réellement défendre le site, mais auraient encadré esthétiquement la vue de la maison pour toute personne s'approchant de la propriété, soulignant ainsi la richesse de ses propriétaires.

## XIVe–XXIesiècles

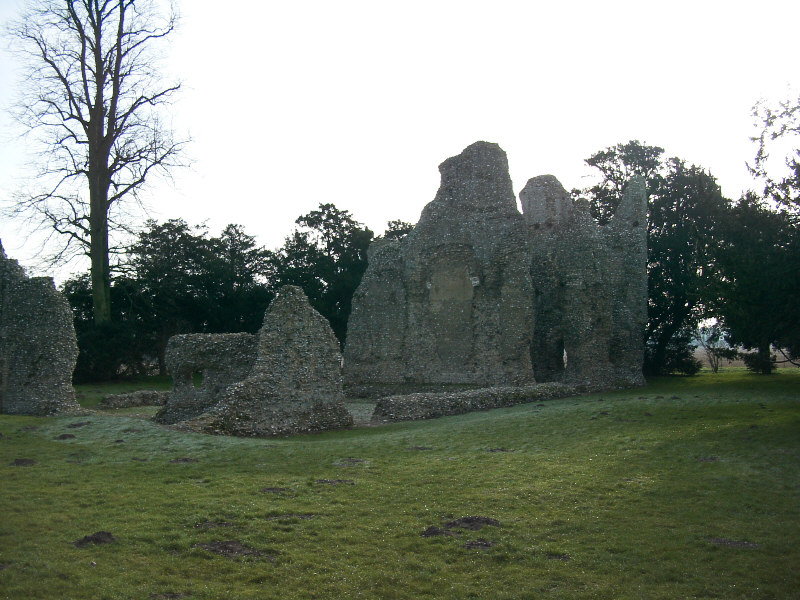
De gauche à droite : les fragments du bloc de service, les vestiges de la salle et du bloc de chambre

La lignée masculine de la famille Plais s'éteint à la fin du XIVe siècle et le château de Weeting passe à John Howard, comte de Norfolk, par son mariage avec Margaret Plais. Le manoir tombe en ruine jusqu'à ce qu'en 1770, il devienne un élément ornemental dans le parc voisin de Weeting Hall, une maison de campagne reconstruite par Charles Henry Coote, le comte de Mountrath.
En 1926, le ministère du Travail achète Weeting Hall pour l'utiliser comme camp de travail résidentiel et acquiert le château de Weeting dans le cadre du domaine. Dans le cadre de leur instruction, les stagiaires dégagent le château des sous-bois. Weeting Hall est démoli en 1954, mais sa glacière survit toujours sur l'île, composée d'un monticule de brique et de terre d'environ 16 mètres de diamètre, qui était à l'origine utilisé pour stocker la glace récoltée dans les douves.
Des fouilles archéologiques sont entreprises sur le site entre 1964 et 1966 par le ministère des Travaux publics et les maçonneries restantes sont consolidées. Une partie des moellons du bloc de la chambre et de la salle subsistent aujourd'hui, ainsi que des fragments de pierre de taille ; des parties des fondations du bloc de service ont également survécu, mais il ne reste rien de la cuisine en surface. Les douves sont encore partiellement inondées en hiver et le site est désormais accessible par une chaussée en terre dans le coin nord-ouest, datant peut-être de la création de la maison voisine au XVIIIe siècle.
Le château est géré par English Heritage et est ouvert aux visiteurs. Les historiens Brian Cushion et Alan Davison considèrent la conception du château comme formant « un très bel exemple de maison du début du Moyen Âge », et l'agence du patrimoine Historic England note que le site est « un rare exemple survivant d'un manoir de haut statut du XIIe siècle ». ; il est protégé par la loi britannique en tant que monument classé.